# Украинская освободительная армия
Украи́нская освободительная а́рмия (УОА) (укр. Українське визвольне військо, сокращённо УВВ, нем. Ukrainische Befreiungsarmee) — украинские коллаборационистские подразделения в составе вермахта, сформированные из пленных красноармейцев украинской национальности и принимавшие участие в боях как с советскими войсками на Восточном фронте, так и с войсками союзников на Западноевропейском фронте Второй мировой войны.

## Предыстория создания
Украинские националистические организации стремились создать украинское войско для участия в борьбе против СССР с самого начала Великой Отечественной войны. Уже в 1941 году начинается стихийное формирование различных украинских добровольческих подразделений под руководством Вермахта. В основном, это были батальоны вспомогательной охранной полиции (шуцманшафт), которые выполняли охранную службу в тылу. Кроме того, при отдельных частях немецкой армии создавались небольшие украинские формирования из добровольцев — роты или взводы, которые выполняли вспомогательные функции.
Главными проводниками концепции создания украинской армии стали бывшие офицеры армии УНР и правительство УНР в изгнании во главе с Андреем Ливицким. Все они понимали, что без армии нельзя даже мечтать о восстановлении украинского государства.
В течение 1941—1942 годов шло обсуждение этой идеи с немецкими инстанциями. Однако Гитлер (взгляды которого на украинцах были сформированы в основном историями о пребывании немецких войск в Украине в 1918 году) недоверчиво относился к идее активного привлечения «восточных добровольцев» к вооруженной борьбе, считая, что они рано или поздно повернут свое оружие против немцев. Несмотря на его негативное отношение к началу 1943 различными немецкими инстанциями в Украине было сформировано около полусотни различных подразделений, укомплектованных украинцами — от отдельных взводов, рот, батальонов и полков. Всего в их рядах служило у 40000 воинов, которые занимались охранной службой и борьбой с советскими партизанами.

## История

Солдат вермахта и доброволец УОА вместе курят:
«Одна с тобой у нас дорога,
к миру вместе мы идём.
И получив совместную победу,
свободно все мы заживём!».

Официально УОА возникла 10 февраля 1943. Её создание было не самостоятельной, обособленной акцией, а составной частью объединения всех коллаборационистских украинских частей, действовавших на оккупированных территориях УССР. В состав УОА вошли бывшие украинские «Хиви», военнослужащие Восточных легионов, советские военнопленные и добровольцы. Одновременно с УОА появилась Русская освободительная армия (РОА).
Речь не шла о создании какого-то войска независимой Украинской державы, а только об украинских формированиях в германских вооруженных силах. Однако этим шагом украинские добровольцы в немецкой армии наконец получили официальный статус. Создание УОА поддержали практически все украинские националистические движения (за исключением бандеровцев), в том числе глава ОУН (м) Андрей Мельник и президент УНР Андрей Ливицкий. Именно последний и его окружение взяли на себя политическое руководство новой военной структуры.
В феврале 1943 года в ряды УОА сразу включили все имеющиеся на тот момент украинские подразделения: охранные батальоны вспомогательной полиции, сформированные в различных районах Центральной и Восточной Украины, и украинские батальоны и роты, сформированные в рамках Вермахта, действовавших на различных участках фронта.
Весной 1943 года началась мобилизационная кампания в ряды УОА. Основной набор проводился на захваченной немцами территории Украины, хотя вербовка также проводился и среди украинцев, которые находились на каторжных работах в Рейхе. Однако в этом случае далеко не все желающие могли вступить — отказывали тем, кто работали на военных предприятиях.
Почти из каждого района Центральных, Восточных и Южных областей Украины в ряды УОА пошли сотни добровольцев. Причем наибольшее их количество было уроженцами Харьковщины и Донбасса, куда в феврале-марте 1943 года временно вернулась советская власть, которая сразу развернула репрессии против местного населения обвиняя их в измене. Поэтому после того, как в марте 1943 года немцы отвоевали Харьковскую область, большое количество харьковчан пошло к мобилизационным пунктам УОА. Так в Сахновщинском районе Харьковской области в первой половине мая 1943 в УОА доброльцами пошли 208 человек. Не менее красноречива статистика и по городам Донбасса – из одного только Лисичанска в УОА пошли добровольцами 300 человек. Другим источником пополнения УОА были советские военнопленные украинского происхождения, которые находились в концлагерях за пределами Украины. Эта категория добровольцев отличалась от предыдущей – мотивом большинства из них было вырваться из неволи, и улучшить свою жизнь.
Набор добровольцев был, в принципе, успешным, что отразилось в росте количества украинских добровольцев в УОА – на середину июня 1943 их насчитывалось 75 000 человек.
Немецкое командование стремилось обеспечить добровольцам военную подготовку. Однако эта подготовка в основном была слабая и недолгая – примерно 2-2,5 месяца. По штатному раскладу батальон УОА должен был состоять 754 солдат, из которых 78 немцев и 676 украинцев. Однако в реальности эти стандарты соблюдать не удавалось. В результате украинские батальоны имели разную численность, различное вооружение и разное назначение. В основном их использовались как строительные и вспомогательные части, на охранной службе в тылу, в обеспечении снабжения. Лишь некоторые оказывались на передовой линии фронта, в основном это было связано с быстрым продвижением советских войск по территории Украины осенью 1943 года, в результате чего украинские батальоны неожиданно оказывались на линии огня.
Несмотря на свое разрешение создать УВВ, Гитлер продолжал относиться к ней с недоверием, как и к «Восточных войскам» в целом. В определённой степени эта его недоверие оправдалась в августе 1943 года, когда на советскую сторону перешла бригада русских коллаборационистов СС «Дружина». Поэтому 29 сентября 1943 было приказано перевести все «Восточные войска» на Западный фронт, где они должны были нести охранную службу. Украинским воинам объясняли, что переброска является временной, потому что судьба Украины решается также и на Западе, поскольку оба фронта тесно связаны. Впрочем перевели только отдельно существующие батальоны, а многие украинские части, сформированные при немецких дивизиях, остались на Украине, продолжая боевую службу на фронте.
Первый этап создания УОА не принес ожидаемых результатов для украинской стороны. Поэтому в ноябре 1943 года был создан штаб УОА во главе с полковником П. Крыжанивским, представителем правительства УНР. Планировалась реорганизация, как самостоятельной армии, которая структурно должна повторять армию УНР. В это же время появилась эмблема УВВ — сине-жёлтый щиток с трезубцем (цвета, как на флаге, который использовался УНР), причем даже немецкий персонал в подразделениях УОА был обязан её носить.
Однако из-за недоверия высшего политического руководства Рейха к «восточных войскам» и некомпетентность командования Вермахта в украинском вопросе, так и не произошло развертывания УОА в мощную силу, с учётом идеологической обработки, которой подвергали добровольцев УОА. Поэтому с самого начала и до конца войны УОА, как единственная сила, существовала только на бумаге. Фактически она представляла собой ряд отдельных подразделений при различных немецких формациях, без единого командования. Например, выведенные на Западный фронт украинские батальоны были включены в состав действующих там немецких дивизий и подчинялись их командирам. Единственным, что их объединяло, была эмблема УОА, которую носили солдаты и пропагандистская активность — с помощью Вермахта издавалась газета «Украинский доброволец», в которой всячески пропагандировалась военная победа воинов УОА.
После начала формирования Украинской национальной армии (УНА) в марте 1945 года, все украинские подразделения в вермахте и войсках СС были переданы в её ряды. Это касалось и УОА, воины которой наконец стали солдатами «настоящего» украинского войска. Однако части УОА отдельно действовали до самого конца войны на том или на другом участке фронта.